# Пушинка (собака)
Пушинка — собака, которую генеральный секретарь ЦК КПСС Никита Хрущев подарил президенту США Джону Кеннеди в 1961 году. Пушинка была дочерью Стрелки, побывавшей в космосе на корабле «Спутник-5».
Пушинка прибыла в Белый дом Кеннеди после того, как Жаклин Кеннеди поговорила с Хрущевым о «Стрелке» на государственном ужине в Вене. Миссис Кеннеди спросила о щенках Стрелки, и Хрущев впоследствии отправил одного из них в Белый дом. Пушинка была осмотрена Центральным разведывательным управлением в Армейском медицинском центре имени Уолтера Рида из-за опасений, что она может скрывать имплантированное подслушивающее устройство. Пушинке сделали рентген, обследовали магнитометром и осмотрели с помощью сонограммы. В ней не нашли каких-либо устройств.
Электрик Белого дома и управляющий питомником Трэйфс Брайант научил Пушинку, ставя на каждую ступеньку арахис, подниматься по лестнице в игровой домик Кэролайн Кеннеди, а потом она съезжала с горки.

## Потомки
Пушинка понесла от одной из собак Кеннеди, Чарли, и родила четырех щенков, которых Джон Кеннеди в шутку называл пупниками. Белый дом получил 5000 запросов от представителей общественности с вопросом, могут ли они завести одного из щенков Пушинки. Двое щенков, Баттерфляй и Стрикер, были отданы детям на Среднем Западе. Два других щенка, Уайт Типс и Блэки, остались в доме Кеннеди на острове Скво, но в конечном итоге были отданы друзьям семьи, один щенок был передан Патрисии Кеннеди и ее мужу Питеру Лоуфорду.
По состоянию на 2023 год потомки Пушинки еще живы. Впоследствии Пушинка стала, по словам Кэролайн Кеннеди, «нервной и возбудимой», что она объясняла воспитанием в научной лаборатории.